# Тафт, Хесси
Хесси Тафт (англ. Hessy Levinsons Taft; род. 1934) — немецкая женщина еврейского происхождения, «идеальный арийский младенец».

## Биография
Родилась 17 мая 1934 года в Берлине в еврейской семье Якоба и Паулины Левинсон, которые переехали в Берлин из Латвии в 1928 году.
В шестимесячном возрасте мать привела Хесси к фотографу, чтобы сделать снимки для семейного альбома. Тот без уведомления родителей отослал в 1935 году фотографию ребёнка на конкурс «самого красивого арийского ребёнка», в котором эта фотография и победила, будучи отобранной министром пропаганды нацистов Йозефом Геббельсом. Фотография Хесси попала не только на обложку журнала Sonne ins Haus, но и на открытки, которые разошлись по Третьему рейху.
Опасаясь, что нацисты обнаружат, что их семья еврейская, родители сообщили об этом фотографу; тот ответил, что знал об этом и намеренно включил фотографию девочки в конкурс, чтобы высмеять нацистов.
В 1938 году отец Хесси был ненадолго арестован эсэсовцами, и в этом же году семья эмигрировала во Францию, поселившись в Париже. Позже они переехали на Кубу, а оттуда в 1949 году — в Соединенные Штаты. Там Хесси Левинсон вышла замуж за Эрла Тафта и стала профессором химии в Университете Сент-Джонс в Нью-Йорке.